# Richard Knecht
Richard Knecht (* 25. Januar 1887 in Tübingen; † 14. August 1966 in München) war ein deutscher Bildhauer und Maler.

## Leben und Wirken
Richard Knecht studierte von 1906 bis 1914 an der Münchner Kunstakademie in der Bildhauerklasse von Erwin Kurz
und bei Adolf von Hildebrand, dabei studierte er die Bildwerke der deutschen Gotik, der italienischen Renaissance und die Werke von Auguste Rodin und Aristide Maillol. Sein Debüt gab er auf der Großen Kunstausstellung Stuttgart 1913 mit einer Büste seines Vaters, die vom Staat angekauft wurde.
Kurz vor dem Ende seines Studiums wurde er 1914 von Franz von Stuck beauftragt, die große Kämpfende Amazone (auch Reitende Amazone) von Stucks nach einem 1:10-Modell zu modellieren. Als Kopie steht sie heute noch vor der Villa Stuck in München und in Eberswalde.
1929 wurde Knecht der Professorentitel verliehen und 1934 ernannte ihn die Akademie der Bildenden Künste München zu ihrem Ehrenmitglied. 1937 nahm ihn die Preußische Akademie der Künste in Berlin als ordentliches Mitglied auf. In der Zeit des Nationalsozialismus war Knecht Mitglied der Reichskammer der bildenden Künste. Für diese Zeit ist seine Teilnahme an 22 Ausstellungen sicher belegt, darunter 1937, 1939, 1940 und 1942 die Große Deutsche Kunstausstellung in München, wo Hitler mehrere seiner Arbeiten erwarb.
1933 und 1937 bis 1939 wurde er gemeinsam mit Hermann Kaspar von der NSDAP-Gauleitung München mit der Gestaltung der Festumzüge am Tag der Deutschen Kunst beauftragt, wobei der von 1937 unter dem Motto Zweitausend Jahre deutsche Kultur hervorzuheben ist. Ab 1. November 1939 hatte er einen Lehrauftrag der Akademie der Bildenden Künste München. 1942 wurde er schließlich auf Wunsch von German Bestelmeyer ordentlicher Professor für Bildhauerei in München. Zu seinen bekanntesten Schülern gehört Marlene Neubauer-Woerner, die 1942 von Josef Henselmann zu Richard Knecht wechselte und bis 1945 seine Meisterschülerin war.
Knecht wurde anlässlich seines 50. Geburtstags 1937 vom Völkischen Beobachter als der bedeutendste Münchner Bildhauer bezeichnet, laut Ernst Klee stand er 1944 auf der Gottbegnadeten-Liste.
Nach dem Krieg wurde Knecht sein Professorentitel aufgrund seiner Verstrickungen mit dem Nazi-Regime aberkannt. Allerdings erfuhr er 1949 eine Art Rehabilitation, als die Akademie der Bildenden Künste München ihn trotz seiner Nazi-Vergangenheit zum Ehrenmitglied ernannte. Er war langjähriges Mitglied der Münchner Sezession und deren Jury im Haus der Kunst. Knecht gehörte u. a. der Innviertler Künstlergilde an. Er wurde 1966 auf dem Münchner Nordfriedhof beigesetzt.

## Werk

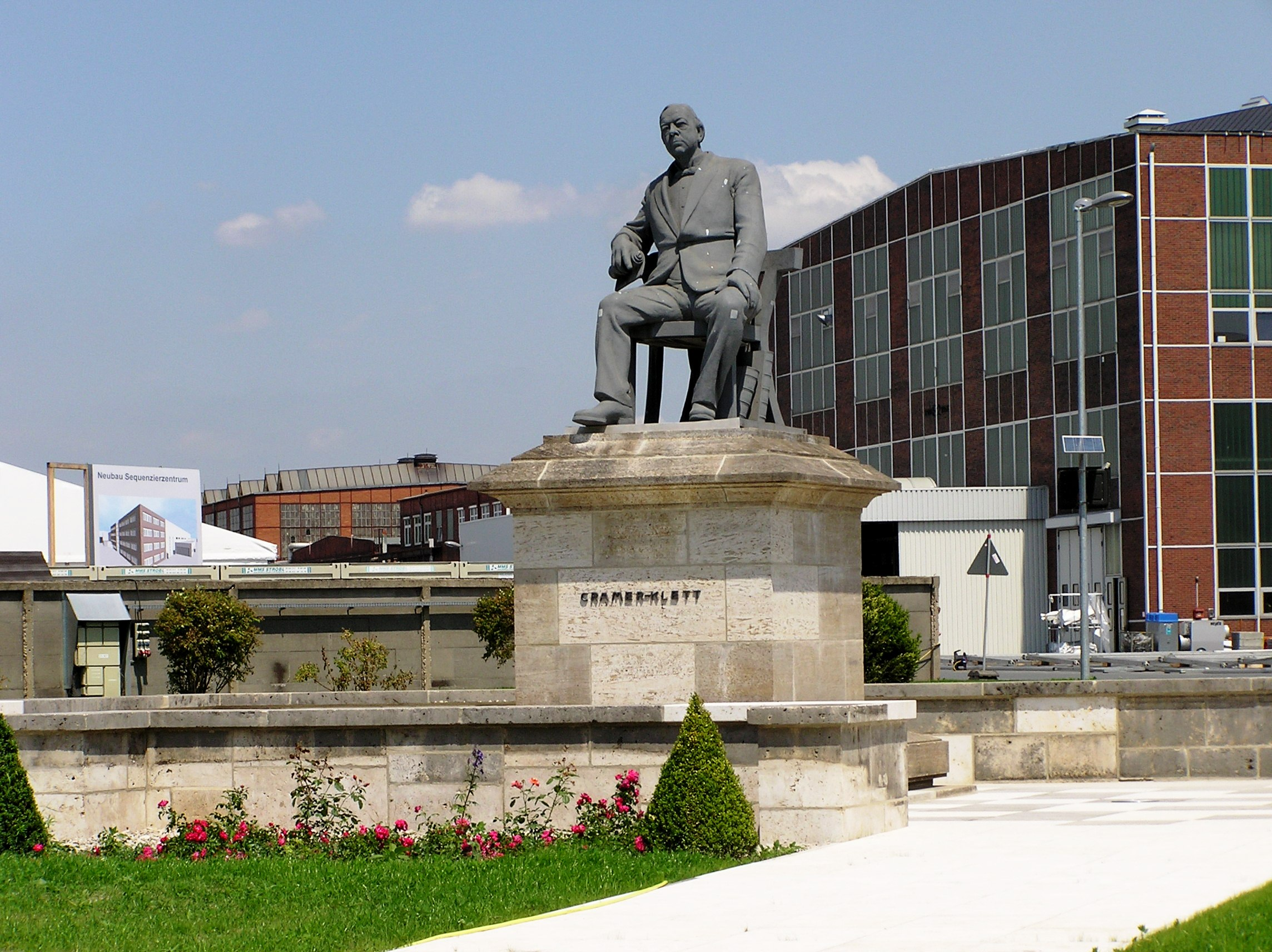
Denkmal für Theodor von Cramer-Klett auf dem Werksgelände des MAN-Motorenwerks in Nürnberg. Die monumentale Sitzfigur in Aluminium wurde von Richard Knecht entworfen und von Hermann Noack 1939/40 gegossen.

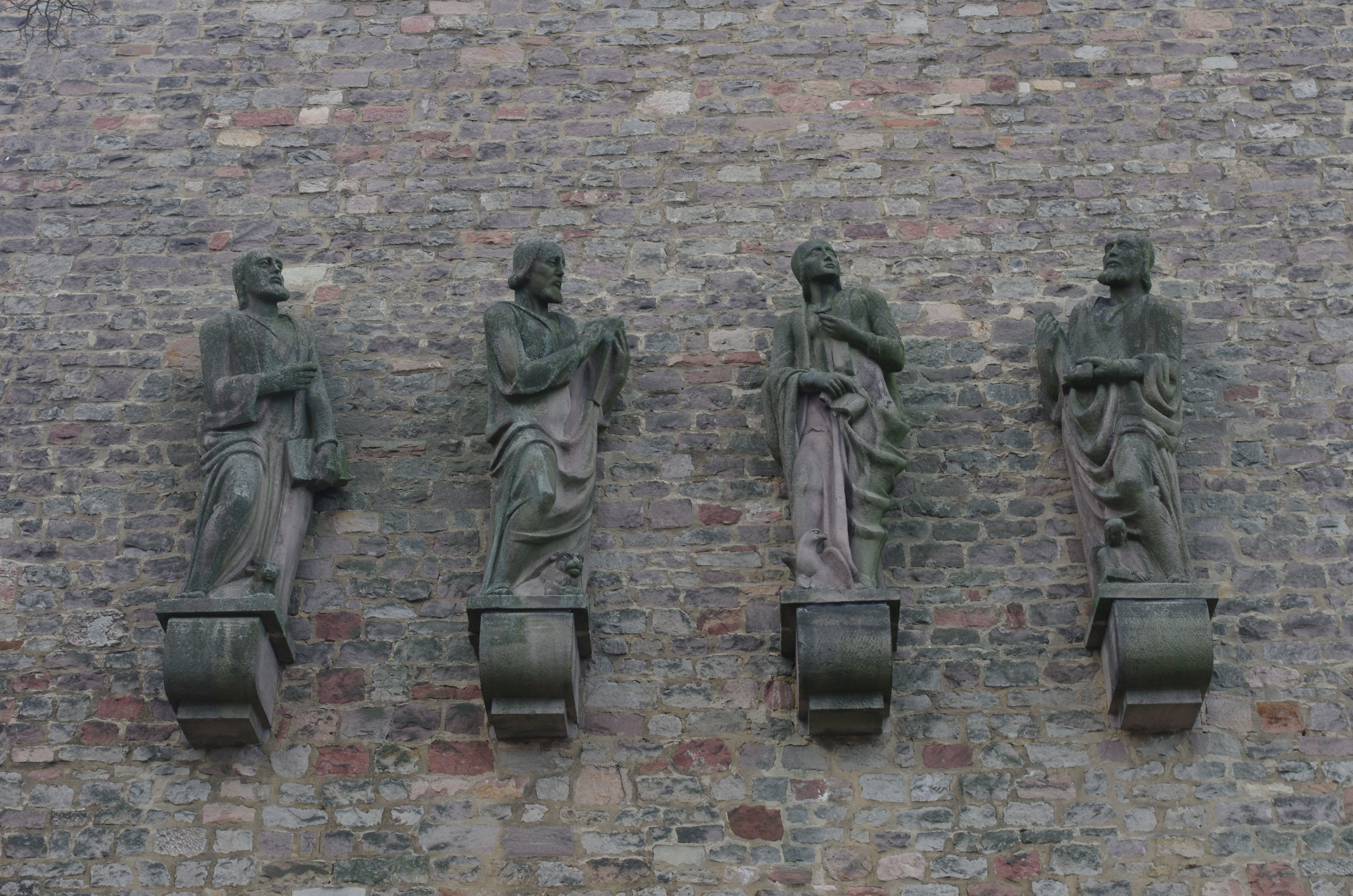
Die vier Evangelisten an der Außenmauer der Auferstehungskirche in Bebra

Ein ausführliches Werkverzeichnis findet sich in Wilhelm Rüdigers Buch Der Bildhauer Richard Knecht auf den S. 89–96 (vgl. Literatur).
- Aus dem Festzug Zweitausend Jahre deutsche Kultur am Tag der Deutschen Kunst 1937 zu München, Entwürfe von Richard Knecht und Hermann Kaspar, München 1937[7]
- Bildnisbüste Adolf Jutz, München, 1938[8]
- Badender, Gips, Große Deutsche Kunstausstellung, München, 1940[9]
- Büste Friedrich der Große, Gips; 1939 auf der Großen Deutschen Kunstausstellung von Hitler erworben[10]
- Büste Heinrich von Moltke, Gips; 1939 auf der Großen deutschen Kunstausstellung von Hitler erworben[11]
- Bildnis Frl. H., Glaspalast, München[12]
- Vier Evangelisten, Entwürfe und Gipsmodelle für die evangelische Auferstehungskirche in Bebra, 1953–57.[13]